# 카펠라 스페이스
카펠라 스페이스(Capella Space)는 미국 캘리포니아에 위치한 지구관측위성 제작 중소기업이다.

## 역사
지구 어느 곳이든 매시간마다, 안정적으로, 지속적으로 관측하는 카펠라 인공위성을 제작하기 위해 설립했다. 2016년 캘리포니아주 샌프란시스코에 회사를 설립했다. 종업원 30명인 벤처기업이다.

## 카펠라 위성
2018년 팰컨 9 로켓에 실려 카펠라 1호가 발사되었다. 2019년 2호가 발사될 것이다. 12U 큐브샛으로, 무게 40 kg, 해상도 1 m인 SAR를 탑재해서, 전천후, 주야간 촬영이 가능하다. 30기를 발사하여 20분마다 동일지점을 촬영할 것이다.
2017년 3월, NOAA는 X 밴드 SAR 위성인 카펠라 1호, 2호에 극궤도 고도 450-600 km, 경사각 97.5도에 대한 라이센스를 발급했다.
카펠라 1호는 우주에서 8 평방미터 면적으로 SAR 안테나가 펼쳐진다. 1세대인 1호기 2호기에 비해서, 2세대는 위성이 보다 커질 계획이다.
12U 큐브샛의 크기는 20 cm x 20 cm 34.05 cm이다.
1m급 해상도는 90년대 중반까지 미국 군사용 정찰위성의 해상도였다. 현재 미국 군사용 정찰위성 KH-12는 대략 15cm의 해상도를 가진 것으로 알려져 있다.
2006년 현재 1 m 급 해상도로 가로·세로 15 km 지역을 찍은 위성 영상의 국제가격은 한 장에 약 1만달러에 이른다.
해상도 1 m는 보통 군사용 정찰위성의 해상도로 알려져 있으며, 도로에 있는 횡단보도의 흰색 선까지 식별이 가능하다. 해상도 4 m면 군사 전략적, 전술적 영상정보 획득이 가능하며, 해상도 2.5 m면 개인주택과 차량의 식별이 가능하다.
북한 ICBM의 감시에 활용될 계획이다.

## 같이 보기
- 지구 관측 위성
- 코스모-스카이메드